# Pandemia de gripe A (H1N1) de 2009-2010 en Portugal
La pandemia de gripe A (H1N1), que se inició en 2009, entró en Portugal el 4 de mayo del mismo año. Éste fue el 11º país en reportar casos de gripe A en el continente europeo.
Durante la mañana del día 4 de mayo de 2009, la ministra de Salud, Ana Jorge, confirmó el primer caso de infección del virus H1N1 en territorio portugués. La persona infectada fue una portuguesa de 31 años, pero ya no presenta riesgo de contagio.
Según Jorge Torgal (director del Instituto de Higiene y Medicina Tropical) es posible que después de que se confirmó esta pandemia, el número de portugueses infectados podría ser de 2 a 3 millones de personas, y con 75 mil muertes.
Desde el 2 de julio hubo 27 casos confirmados en Portugal.
El 3 de julio, 6 casos más fueron reportados, sumando un total de 33 casos. Desde el 4 de julio, 5 casos más fueron confirmados, dos de ellos transmitidos internamente (un en las islas Azores, y el otro en Lisboa).
El 6 de julio, se confirmaron 48 casos en Portugal.
Desde el 7 de julio, otras 12 personas fueron infectadas, sumando un total de 57 casos en el país. Durante ese día, la primera escuela en Lisboa fue cerrada para la prevención, así como un jardín de infantes en Azores.
El 8 de julio, 4 casos más fueron confirmados, incluido el primero del distrito de Braga, sumando en total 61 casos.
Desde el 14 de julio, hay un total de 96 casos confirmados en Portugal. Durante ese día, también se anunciaba que el Hospital de Faro se uniría el día 15 de julio a la red de hospitales capaces de recibir a pacientes infectados por el virus de la gripe A (H1N1).
El 23 de septiembre de 2009, Portugal registró primera muerte por gripe A en Miranda de Duero.
Hasta el 29 de abril de 2010 (fecha de la última actualización), Portugal registró 166.922 casos de gripe A, incluyendo 122 muertes.